# Milícia Nacional Bolivariana da Venezuela
A Milicia Nacional Bolivariana da Venezuela, é uma milícia ramo das Forças Armadas Nacionais da República Bolivariana da Venezuela. A sua sede é no Museu Militar Nacional, em Fort Montana, Caracas. O Comandante Geral da Milícia Nacional é o Major-General César Vega González, do Exército Venezuelano, em julho de 2015. A Milícia Nacional comemora o seu aniversário, cada dia 13 de abril, anualmente.

## Organização

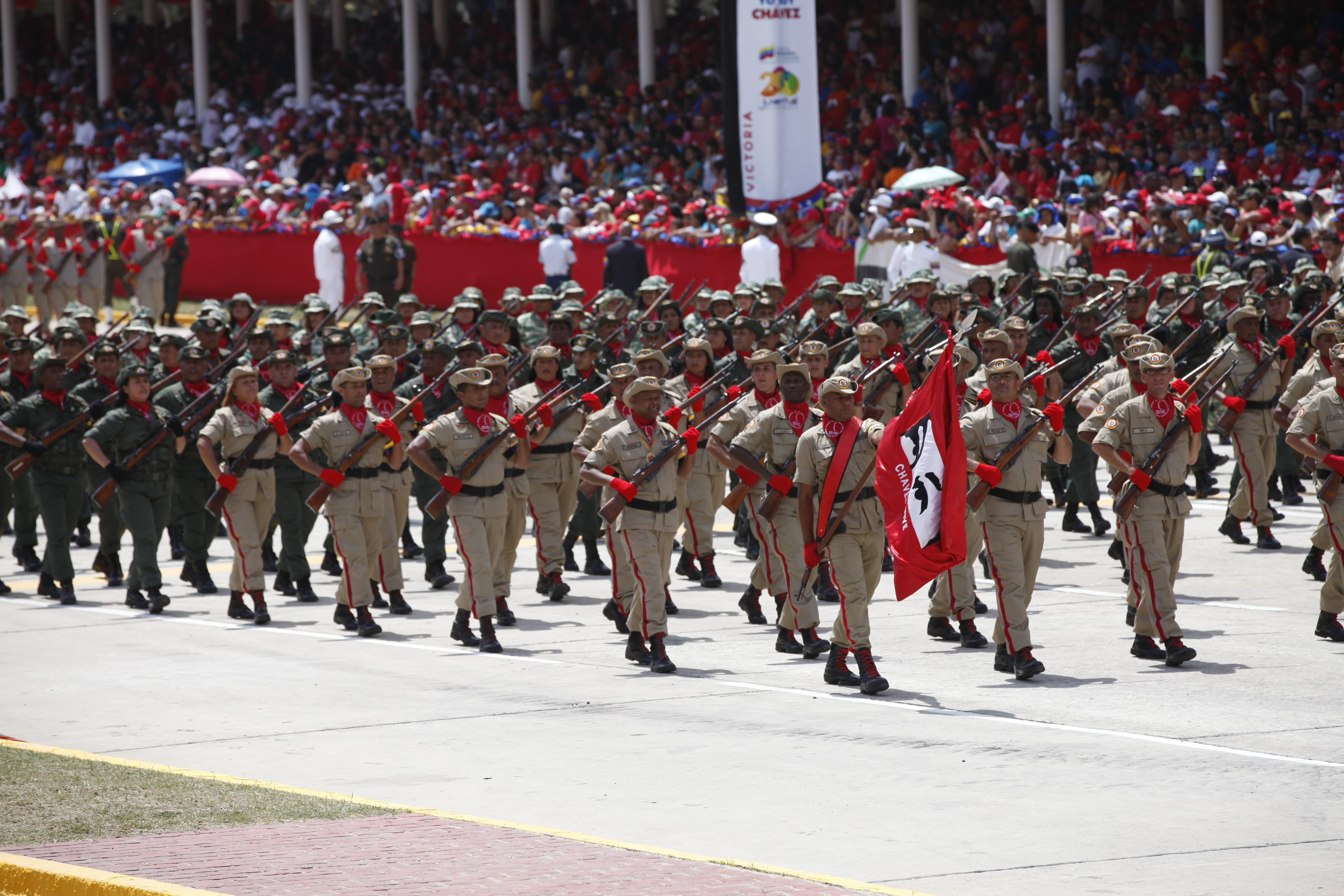
Milicia Nacional Bolivariana da Venezuela, em Caracas, Venezuela, em 5 de Março de 2014, durante aniversário da morte de Hugo Chávez.

Hoje, o Comando Geral da Milícia Nacional é organizado com base em nove agrupamentos reserva, presentes em todo o território nacional, dúzias de "grupos de resistência" (agrupados em torno de trabalhadores contingentes de estado e de empresas do setor privado e de instituições nacionais em todos os níveis), e até mesmo uma recém-criada guarda nacional de brigada, e, no futuro, unidades de aviação. É uma força autônoma e auxiliar das Forças Armadas, reportando-se diretamente para o Presidente, o Ministro da Defesa e o Comando Estratégico Operacional. Estima-se, no presente momento, cerca de 400.000 homens e mulheres integram a milícia em diversos níveis de formação, mas o desejo de suas autoridades é chegar a 1 100 000 membros. Hoje, mais de 160.000 homens e mulheres servem ativamente na milícia, com planos de ter um meio de um milhão forte força ativa, da reserva nacional de homens e mulheres em 2015.
A seguir da crise constitucional venezuelana de 2017 e os subsequentes protestos, o Presidente Maduro anunciou a expansão da milícia para incluir 500.000 homens e mulheres, afirmando que o governo iria comprar um novo rifle para cada um.

## Controvérsia
A milícia tem sido descrita como um "exército político", criado por Hugo Chávez, que tem centenas de milhares de membros em serviço, incluindo os militares reservistas e funcionários de estatais e empresas públicas em todos os níveis. A milícia está "sob o comando direto do presidente" como Comandante em Chefe das Forças Armadas Nacionais (com a autoridade do Ministro da Defesa e do Comandante do Comando Estratégico Operacional) e "são treinados para defender a revolução Bolivariana de inimigos externos e internos". Foi alegado pelo El Mundo que a milícia tem, por vezes, utilizado de "violência para silenciar a dissidência ou de jornalistas que não se curvam ao discurso do regime".